# L'esprit est ardent mais la chair est faible
« L'esprit est ardent mais la chair est faible » (en latin : Spiritus quidem promptus est, caro vero infirma) est un proverbe biblique.

## Histoire
« L'esprit est ardent mais la chair est faible » est un leitmotiv du Nouveau Testament. La phrase est rapportée comme ayant été prononcée par Jésus lors de sa dernière nuit à Gethsémani. On la trouve dans l'Évangile selon Matthieu et dans l'Évangile selon Marc. Ce proverbe est une mise en garde par Jésus envers les séductions mondaines, considérées comme basses et indigne de Dieu. Dans l'Évangile selon Matthieu, Jésus exhorte ses disciples : « Veillez et priez, de peur que vous ne succombiez à la tentation ; car l'esprit est ardent, mais la chair est faible ».
Ce thème est aussi abordé dans les Épître aux Galates, avec des mots similaires : Jésus dit « conduisez-vous par l'esprit et vous n'accomplirez pas la convoitise de la chair », car « la chair convoite contre l'esprit et l'esprit contre la chair ». L'Évangile selon Jean rapporte que Jésus aurait également dit : « c'est l'esprit qui vivifie, la chair ne sert de rien ».

## Interprétation

### Dualisme corps-âme
Le proverbe biblique a été interprété comme la marque du dualisme entre le corps et l'âme, la matière et l'esprit. Cette opposition émaille tout le Nouveau testament,. 

### Anthropologie juive
Serge Boulgakov souligne que ce proverbe est cohérent avec l'idée selon laquelle « la matière du monde avait déjà subi une modification quand elle était devenue la chair du Christ ». Elle garde quelque chose de rebelle « à cause de l'affaiblissement général qui avait suivi le péché originel ». Louis-Marie Chauvet remarque que la conception de la chair qui est en jeu dans ce proverbe n'est pas la conception grecque, mais celle inhérente à l'anthropologie juive, selon laquelle la chair est la marque de la faiblesse (et, à terme, de la mort) chez l'humain. 

### Euphémisation de l'organe sexuel
Le terme de « chair » est utilisé dans le Nouveau testament, à plusieurs reprises, de manière euphémique pour désigner les organes génitaux.

## Postérité
Le proverbe connaît une grande postérité dans le monde chrétien. On en trouve des références dans de nombreuses œuvres littéraires. Le proverbe est retrouvé chez, par exemple, Augustin d'Hippone, D. H. Lawrence, William Somerset Maugham. 